# Stictoptera albosuffusa
Stictoptera albosuffusa är en fjärilsart som beskrevs av Embrik Strand 1917. Stictoptera albosuffusa ingår i släktet Stictoptera och familjen nattflyn. Inga underarter finns listade i Catalogue of Life.